# Peter Weltner

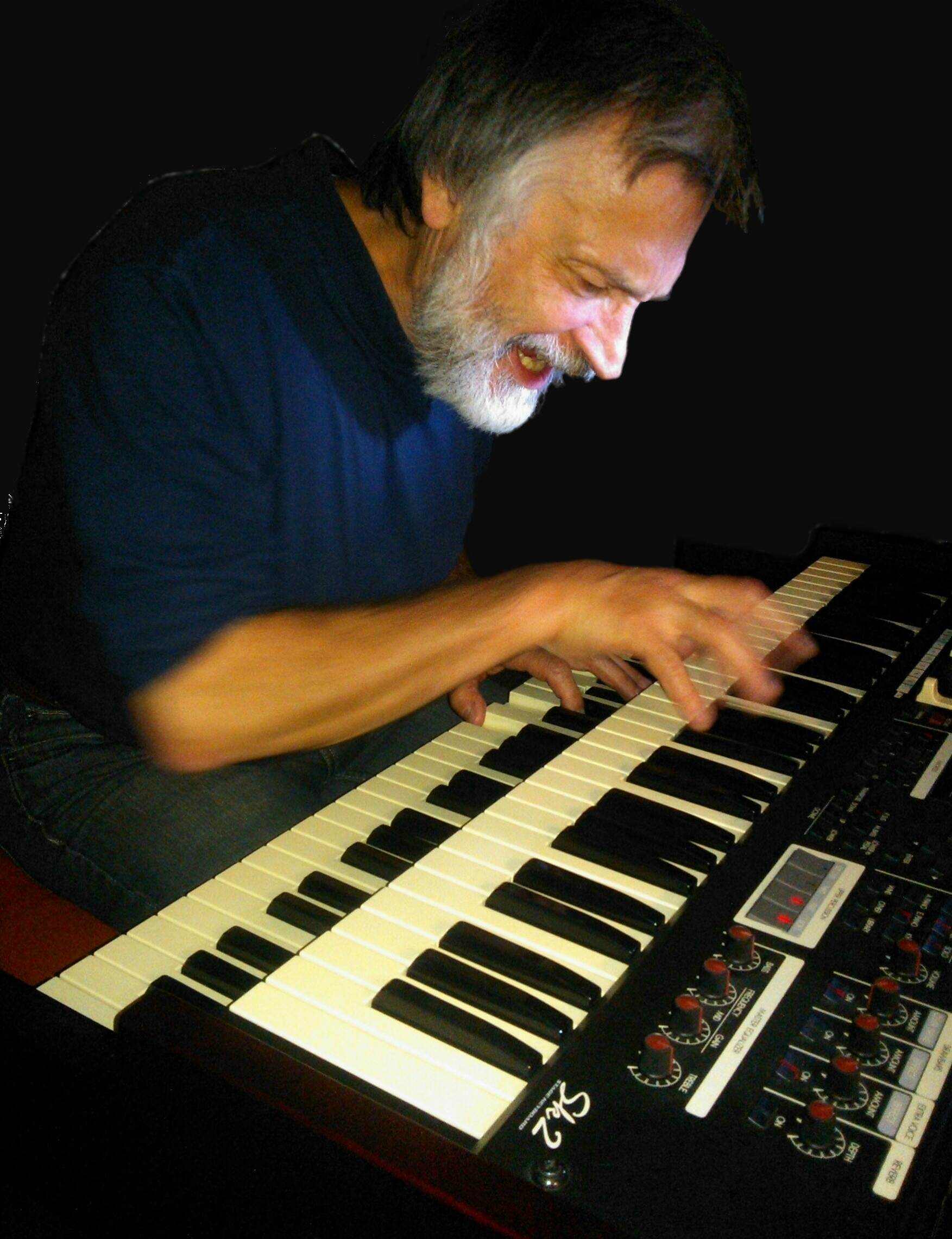
Peter Weltner an der Hammond Sk2

Peter Weltner (* 26. Februar 1952 in Würzburg als Klaus-Peter Johann Weltner) ist ein deutscher Organist und Komponist im Bereich des Jazz, Blues, Rock und Soul.

## Leben
Weltner ist als Musiker und Komponist ein Quereinsteiger. Zwar wurde er bereits mit 6 Jahren am Klavier unterrichtet und mit 12 kam das Akkordeon hinzu, um dann mit 14 sein Spektrum um die elektronische Orgel zu ergänzen. Es folgten Lehre und Meisterbrief im Orthopädiemechaniker-Handwerk; von 1979 bis 2001 war Weltner als Handwerker selbstständig tätig. Erst anschließend bzw. teilweise parallel dazu verfolgte er ein Studium an der Hochschule für Musik Würzburg, um anschließend Beruf und Hobby zu tauschen.

## Wirken
Weltner wechselte vom Klavier an die Hammondorgel. Als Solist und mit seinem damaligen Orgel-Schlagzeug-Duo Hammond, Keys & Drums, Hammond Daze, Organic Heat und aktuell Peter Weltner Duo, gastierte er seit 2001 auf Bühnen von Clubs der Jazz-, Blues- und Rockszene, aber auch in Konzertkirchen zwischen Rostock und Zürich, Berlin und Eindhoven. Meist steht auf dem Orgel-Set ein Stagepiano und daneben noch ein weiteres Keyboard. Bei Klavierkonzerten spielt Weltner häufig seine Kompositionen Colors of Live, Opus 1 und Memorandum Theatrale. Auch ist er als Endorser für Hammond tätig.
Speziell für die Hammond B3 schrieb er die Stücke Hammond Dreaming,
Ray of Hope
Hymne an die Liebe,
City Train,
Rock Sacrifice
November Blues. Bei allen Konzerten dominieren jedoch seine spontanen Bühnenimprovisationen. Geprägt wurde seine Rockmusik durch Keith Emerson und Jon Lord, im Blues stand Jimmy Smith Pate und Booker T. Jones für seinen Soul.
Die bisher vorliegenden Audio- und Videoaufnahmen entstanden im Zuge von Liveauftritten.
Beim Dreikönig-Konzert 2014 in der Pfarrkirche Heilig Kreuz (Soest) spielte Weltner an Hammond- und Kirchenorgel – teilweise gleichzeitig. Dieses Experiment wurde als einstündiges Orgel-Rendezvous auf DVD mitgeschnitten.

## Diskographische Hinweise
- Proberaum Experience (Artists Agency, 2002)
- Emotion … hinhören und verstehen! (Artists Agency, 2003)
- Live Recording Session (Artists Agency, 2005)
- November Live-Tour 2006 (Artists Agency, 2007)
- Le Coq (CD/DVD, Artists Agency, 2007)
- Hammond Daze is born (Artists Agency, 2009)
- Inspiration (Artists Agency, 2012)
- Orgel Rendezvous (DVD, Film-Team Novalis, 2014)